# بارفينكوفي
بارفينكوفي (Барвінкове) هي مدينة في مقاطعة كاركيفسكا في أوكرانيا.